# پارا راملسبرژیت

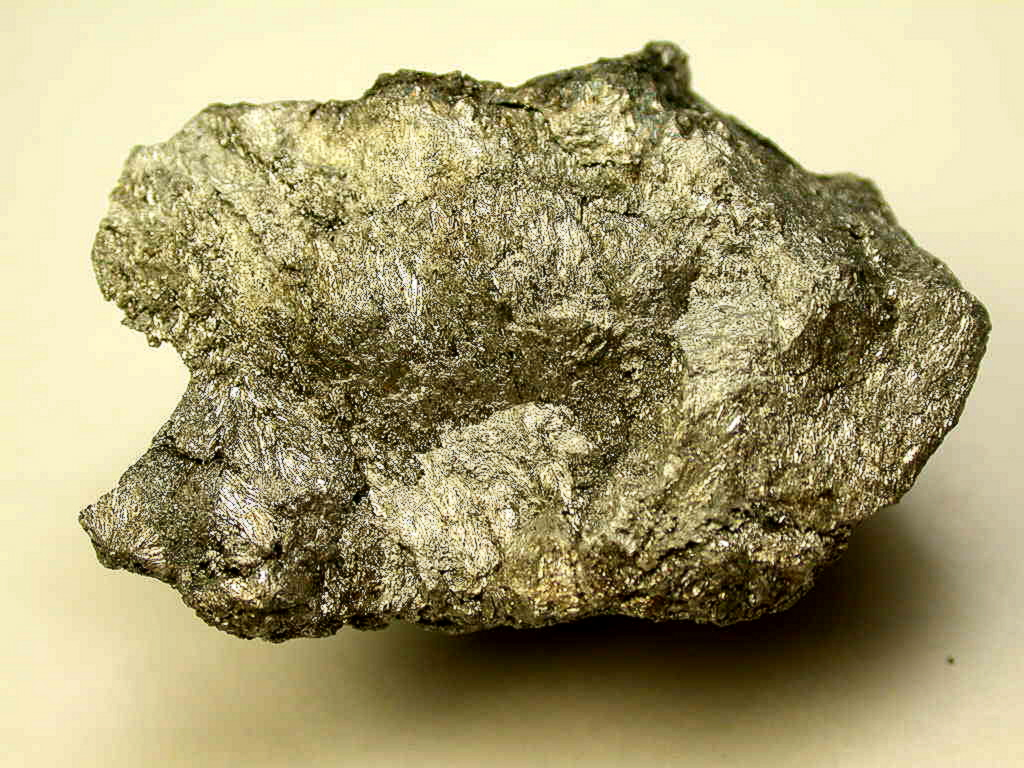
سنگ پارا راملسبرژیت، از معدن کیلی در کانادا.

پارا راملسبرژیت  (به انگلیسی: Pararammelsbergite) با فرمول شیمیایی NiAs2 از مجموعه کانی هاست و از نام کانی راملسبرژیت اخذ شده‌است. محلول در HNO3 Ni:۲۸٫۱۵٪  As:۷۱٫۸۵٪   از نظر شکل بلور: قرصی، رنگ: سیاه، شفافیت: کدر(اپاک)، شکستگی: نامنظم، جلا: فلزی، رخ: کامل، سیستم تبلور: ارترومبیک  است همچنین خاصیت مغناطیسی ندارد و منشأ تشکیل آن هیدروترمال است.
همایند کانی‌شناسی (پارانژ) آن اشعه Xراملسبرژیت- گارنت- گرسدورفیت- نیکلین- کوآنتیت و غیره است
، از نظر ژیزمان بلوری - آگرگات دانه‌ای فشرده کمیاب است و بیشتر در آلمان غربی و شرقی، چک اسلواکی، اطریش و کانادا یافت می‌شود.

## منبع
- پردیس کشاورزی ایران